# Абдурахманов, Назымджан
Назымджан Абдурахманов (тадж. Нозимҷон Абдураҳмонов; 1904 год, Канибадам, Кокандский уезд, Ферганская область, Туркестанский край — 11 июня 1991 год, Канибадам, Ленинабадская область, Таджикистан) — бригадир колхоза «Коммунист» Канибадамского района Ленинабадской области, Таджикская ССР. Герой Социалистического Труда (1948).

## Биография
Родился в 1904 году в семье ремесленника в Канибадаме.
С 1928 года работал в ремесленной артели «Большевик» и с 1931 года трудился на Канибадамском консервном заводе. С 1932 года — рядовой колхозник, бригадир хлопководческой бригады колхоза «Коммунист» Канибадамского района.
В 1947 году бригада под руководством Назымджана Абдурахманова собрала в среднем по 69,16 центнеров хлопка-сырца на участке площадью 6 гектаров. Указом Президиума Верховного Совета СССР от 1 марта 1948 года удостоен звания Героя Социалистического Труда «за получение высокого урожая хлопка при выполнении колхозом обязательных поставок и натуроплаты за работу МТС в 1947 году и обеспеченности семенами зерновых культур для весеннего сева 1948 года» с вручением ордена Ленина и золотой медали Серп и Молот.
В 1948 году вступил в ВКП(б). В последующие годы хлопководческая бригада Назымджана Абдурахманова неоднократно добивалась высоких трудовых результатов при выращивании хлопка, за что удостаивался различных наград.
Старший брат Героя Социалистического Труда Ниматжана Абдурахманова. Младший брат Ахмаджона Абдурахманова, первого красного учителя г. Канибадам.
После выхода на пенсию проживал в Канибадаме. Персональный пенсионер союзного значения. Умер в июне 1991 года.
Награды и звания
- Герой Социалистического Труда
- Орден Ленина
- Орден «Знак Почёта»
- Медаль «За трудовую доблесть» (28.05.1952)
- Почётная Грамота Президиума Верховного Совета Таджикской ССР
- звание «Мастер хлопка Таджикской ССР» (1959)